# Monotagma
Monotagma é um género botânico pertencente à família Marantaceae.